# Kabinet-Hussarek
Oostenrijk (Cisleithanië) kende in 1918 één kabinet-Hussarek.

## Kabinet-Hussarek(Ministerrat Hussarek)(25 juli-27 oktober1918)
- Maximilian Freiherr Hussarek von Heinlein - Minister-President
- István Freiherr Burian von Rajecz[1] - Minister van Buitenlandse Zaken (van Oostenrijk-Hongarije)
- Ernst Graf von Silva-Tarouca - Minister van Landbouw
- Friedrich Freiherr von Wieser (liberaal) - Minister van Handel
- George Ritter von Madeyski-Poray - Minister van Godsdienst en Onderwijs
- Ferdinand Freiherr von Wimmer - Minister van Financiën (van Oostenrijk-Hongarije)
- Edmund Ritter von Gayer - Minister van Binnenlandse Zaken
- Hugo Ritter von Schauer - Minister van Justitie
- Emil Freiherr Homann von Herimberg - Minister van Openbare Werken
- Karl Freiherr von Banhans - Minister van Spoorwegen
- Viktor Mataja (Christlich-Soziale Partei) - Minister van Sociale Zaken
- Jan Horbaczewski - Minister van Volksgezondheid
- Generaal-Majoor Karl Freiherr Czapp von Birkenstetten - Minister van Landsverdediging
- Kolonel-Generaal Rudolf Freiherr Stöger-Steiner von Steinstätten - Minister van Oorlog (van Oostenrijk-Hongarije)
- Kazimierz Galecki - Minister zonder Portefeuille

Wijzigingen
- 24 november 1918: Gróf Gyula Andrássy (liberaal) volgt Burian von Rajecz op als minister van Buitenlandse Zaken.